# Quarna Sotto
Quarna Sotto (piemontiul: Quarnà 'd Sota) település Olaszországban. Lakosainak száma 380 fő (2023. január 1.). Quarna Sotto Nonio, Omegna, Valstrona, Varallo Sesia és Quarna Sopra községekkel határos.

## Népesség
A település népességének változása:
| Lakosok száma | 388  | 392  | 380  |
|               | 2017 | 2018 | 2023 |